# Wojciech Penkalski

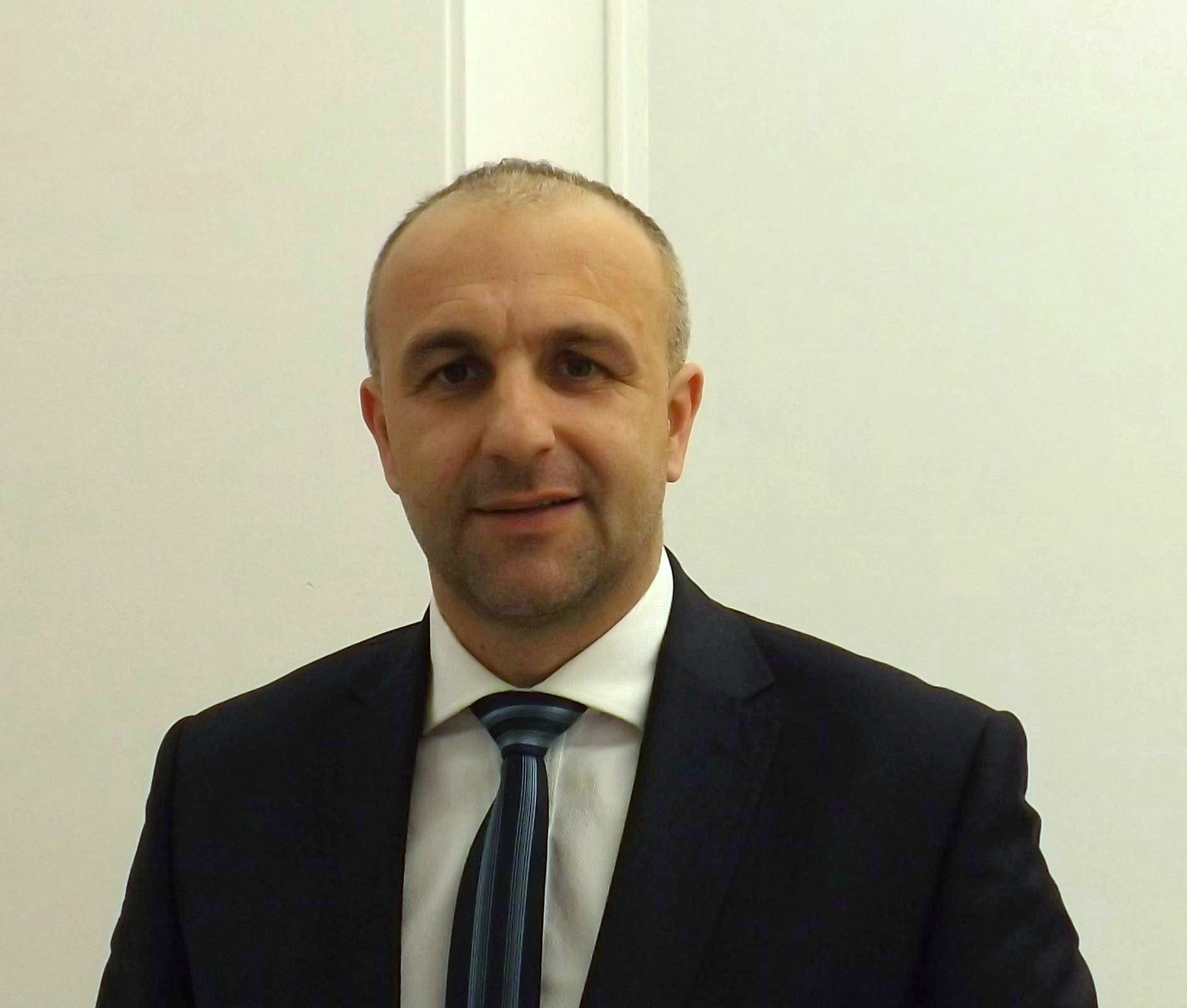
Wojciech Penkalski

Wojciech Adam Penkalski (* 17. Mai 1974 in Braniewo) ist ein polnischer Politiker der Ruch Palikota (Palikot-Bewegung).
Wojciech Penkalski wurde wegen Körperverletzung, rechtswidriger Drohung und Erpressung zu einer Haftstrafe von zwei Jahren und drei Monaten verurteilt, aus welcher er 2003 entlassen wurde. Im Gefängnis beendete er sein Studium der öffentlichen Verwaltung an der Hochschule für Geistes- und Wirtschaftswissenschaften in Elbląg. Anschließend wurde er selbständiger Unternehmer. 2004 eröffnete er eine Kinder-Fußballschule und den Fußballklub Number One. Im Jahr 2008 gründete Penkalski die Stiftung Olimp welche Kindern aus mittellosen Familien helfen und ihnen die Möglichkeit Sport zu treiben geben soll.
2010 begann er sich für die Ruch Palikota zu engagieren, zuvor war er politisch nicht aktiv.
Bei den Parlamentswahlen 2011 trat er im Wahlkreis 34 Elbląg an. Mit 9.255 Stimmen erhielt er einen Sitz im Sejm.
Wojciech Penkalski ist verheiratet und hat vier Kinder.